# 立教大学大学院ビジネスデザイン研究科
立教大学大学院ビジネスデザイン研究科（りっきょうだいがくだいがくいんビジネスデザインけんきゅうか）は、立教大学が設置する経営大学院（ビジネススクール）。

## 概要
立教大学大学院ビジネスデザイン研究科は、2002年に社会人のためのMBAコースとして開設され、2007年にはより高度で専門的なDBAコースが設置された。授与される学位は、博士前期課程においては修士（経営管理学）（英文表記：Master of Business Administration）、博士後期課程においては博士（経営管理学）（英文表記：Doctor of Business Administration）となる。

## 大学院
- ビジネスデザイン研究科（博士前期課程・博士後期課程）
  - ビジネスデザイン専攻

## 組織
立教大学大学院ビジネスデザイン研究科委員長：庄司貴行